# انجمن ادبی و پای پوست سیب‌زمینی گرنزی
انجمن ادبی و پای پوست سیب‌زمینی گرنزی (انگلیسی: The Guernsey Literary and Potato Peel Pie Society) فیلمی رمانتیک-درام تاریخی محصول سال ۲۰۱۸ به کارگردانی مایک نیوول (کارگردان) و نویسندگی دان روس و توماس بزوچا است. داستان فیلم در سال ۱۹۴۶ روایت می‌شود. نویسنده ای که ساکن لندن است که با یکی از ساکنان گرنزی (جزیره)، که در طول جنگ جهانی دوم تحت اشغال آلمان بود، نامه رد و بدل می‌کند.